# Курц, Герман
Герман Курц (нем. Hermann Kurz; 30 ноября 1813, Ройтлинген, — 10 октября 1873, Тюбинген) — немецкий писатель и историк литературы. Отец писательницы Изольды Курц.

## Биография
Учился в евангелической семинарии в Маульбронне, затем в Тюбингенской семинарии. Окончив курс в 1835 году, жил и работал как журналист и литератор в Штутгарте, Эсслингене, Кирххайме и наконец вновь в Тюбингене, где занял должность заведующего библиотекой Тюбингенского университета.

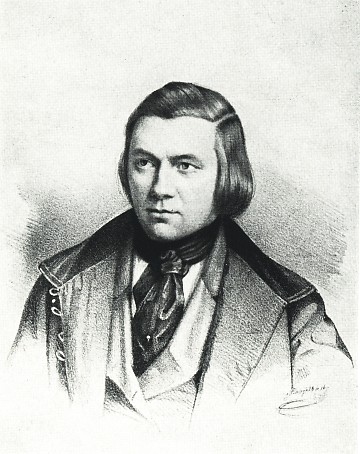
Герман Курц

Дебютировал в печати в 1834 году сборником эпиграмм и некоторое время выступал преимущественно как поэт, переключившись на прозу уже в 1840-е годы. Первое и, как считалось многими, лучшее из его прозаический произведений — роман «Домашние годы Шиллера» (нем. Schillers Heimatsjahre; 1843, 2-е издание 1857), представляющий полную и исторически верную картину Вюртемберга рубежа XVIII—XIX веков в политическом, социальном и литературном отношениях. Шиллером — его очерком «Преступник из-за потерянной чести» — вдохновлён и роман «Der Sonnenwirt» (1856, 2-е издание 1862), где, как отмечала Энциклопедия Брокгауза и Ефрона, «характеры развиты с психологическим талантом».
Курцу принадлежит также множество художественных переводов: стихи Байрона, Вальтера Скотта и Томаса Мура, пьесы и новеллы Сервантеса, «Весёлые виндзорские кумушки» Шекспира, сочинения Шатобриана. Неоконченную поэму Готтфрида Страсбургского «Tristan und Isolde» он перевёл и снабдил окончанием. Полное собрание его сочинений появилось в 1874—1875 гг.